# Jorge Martinuzzi
Jorge Martinuzzi “El monje blanco” (en húngaro: Fráter György, en croata: Juraj Utješinović), (18 de junio de 1482, Kamičak, Croacia – 17 de diciembre de 1551, Alvinc, Transilvania) fue un importante personaje político húngaro y croata, quincuagésimo tercer arzobispo de Estrigonia y cardenal.

## Biografía

### El Monje Blanco

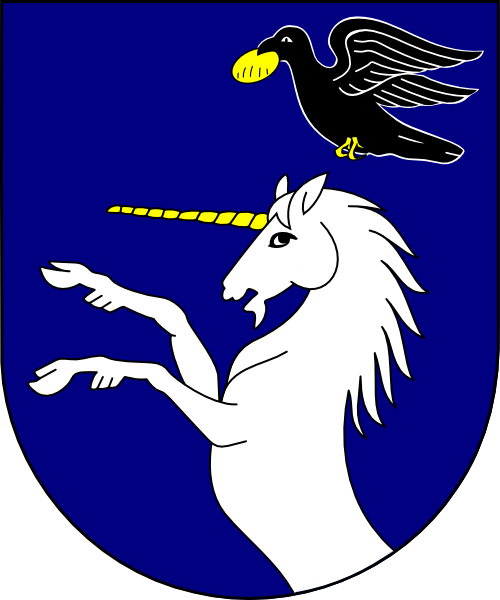
Escudo de Armas del cardenal Martinuzzi

Martinuzzi nació en Kamičak, en la región de Dalmacia. Era hijo de Gregorio Utješenić (en croata: Grgur Utješinović), un noble croata, y de una noble veneciana de apellido Martinuzzi. Decidió omitir el apellido de su padre, y adoptar el de su madre, aunque también fue conocido bajo la firma de Frater Georgius o Tux Frate. Desde sus 8 años de edad hasta los 12 se crio en la corte de Juan Corvino, el hijo ilegítimo del rey Matías Corvino de Hungría. En 1504 llegó a la corte de Eduviges Piast, la viuda de Esteban de Zápolya, el antiguo Nádor de Hungría. De ahí en adelante pasó al servicio del hijo de Eduviges, el conde Juan de Zápolya (quien era voivoda de Transilvania y posteriormente fue rey de Hungría como Juan I), sin embargo Jorge optó por unirse a la Orden Paulina (fundada en el siglo XIII por el beato Eusebio de Esztergom.)
Fue entonces novicio en el monasterio de Sajólád y luego de cuatro años de estudios se convirtió en uno de los monjes más sabios de la orden, a tal punto que se le otorgó el cargo de prior del monasterio de Jasna Gora en Czestochowai, Polonia. Cuando Juan de Zápolya luchaba contra Fernando I de Habsburgo por la corona húngara y se vio forzado a huir de sus ejércitos, Jorge se llevó al noble húngaro a Polonia, ya como prior del monasterio. Ahí organizó el regreso de Juan de Zápolya a Transilvania. En 1528 Jorge fue confiado de servicios diplomáticos por de Zápolya, convirtiéndose en un personaje clave para el monarca transilvano. A partir de 1534 fue nombrado obispo de la diócesis húngara de Várad. Al estar vacío el trono húngaro, Fernando Habsburgo continuaba clamando sus derechos sucesorios frente a Juan de Zápolya, habiéndose hecho coronar los dos respectivamente con escasa diferencia de tiempo. Las guerras ambos por la corona eventualmente dividieron al reino húngaro en dos mitades, las cuales constantemente se esforzó por reunificar el monje blanco Martinuzzi.
En 1538 se firmó una paz entre las dos partes, convenio en el que Jorge tuvo gran participación. De esta forma, de Zápolya al no tener hijos, reinaría como Juan I de Hungría hasta su muerte, cuando la corona pasaría a manos de Fernando I de Habsburgo. Sin embargo antes de morir Juan I, su esposa Isabela Jagellón de Hungría le dio un hijo varón, al que hizo elegir como su sucesor inmediatamente: Juan Segismundo de Zápolya. Pero Juan I murió en 1540 a los pocos días después del nacimiento de su hijo, por lo cual el pequeño y su madre pasaron a quedar bajo la protección de Jorge Martinuzzi. El monje blanco se convirtió así en el regente de Hungría y en mayo de 1541 defendió la ciudad de Buda de los ejércitos germánicos que deseaban reclamar los derechos sucesorios de Fernando I frente al hijo de Juan I. Luego de que los turcos se enteraron de los acuerdos secretos entre los Habsburgo y los de Zápolya, muy molestos avanzaron contra Buda y la ocuparon en 1541. Jorge vio la posibilidad de reunificar Hungría bajo la figura de los Habsburgo, así que instó a que se firmase un nuevo acuerdo en Gyalu el 29 de diciembre de 1541 con Fernando, para que se pusiese en efecto el firmado en Várad un año antes. Mientras tanto, Martinuzzi, primero sobre la base de sus tesoreros y después a los regentes en 1542 fue organizando paulatinamente un gobierno independiente en las regiones orientales del Reino de Hungría, en Transilvania. Con esto, sin así desearlo fue preparando el camino para el nacimiento del Principado de Transilvania varias décadas después.
En 1551 hizo que Isabela Jagellón y su hijo Juan Segismundo renunciasen y le entregasen Transilvania a personas de confianza de Fernando I. Como recompensa, Jorge fue nombrado voivoda de Transilvania y arzobispo de Esztergom y por el Papa Julio III recibió el título de cardenal el 9 de agosto de 1551. Sin embargo, los ejércitos de Fernando no resultaban del todo capaces de enfrentar los constantes ataques de los turcos otomanos, y aprovechando esto Mircse V, voivoda de Valaquia irrumpió en Transilvania con sus armadas, mientras que Elías II, voivoda de Moldavia avanzó sobre las tierras de los székely. Jorge Martinuzzi reunió unos ejércitos y avanzó hacia el sur expulsando a Mircse V y a sus fuerzas turcas aliadas. Por otra parte el voivoda de Moldavia al enterarse de esto abandonó los territorios húngaros.
Mientras tanto, un enorme ejército arribó a Transilvania compuesto por austriacos, alemanes, checos, españoles húngaros e italianos. Estos en conjunto con los ejércitos de Báthory y Nádasdi acorralaron a los turcos retomando la ciudad de Lippa. El monje blanco permitió la libre salida de los soldados turcos de Lippa, lo que aturdió al comandante de los ejércitos germánicos Giovani Castaldo (1493-1563), quien de inmediato comenzó a sospechar de Martinuzzi

### Asesinato de Jorge Martinuzzi

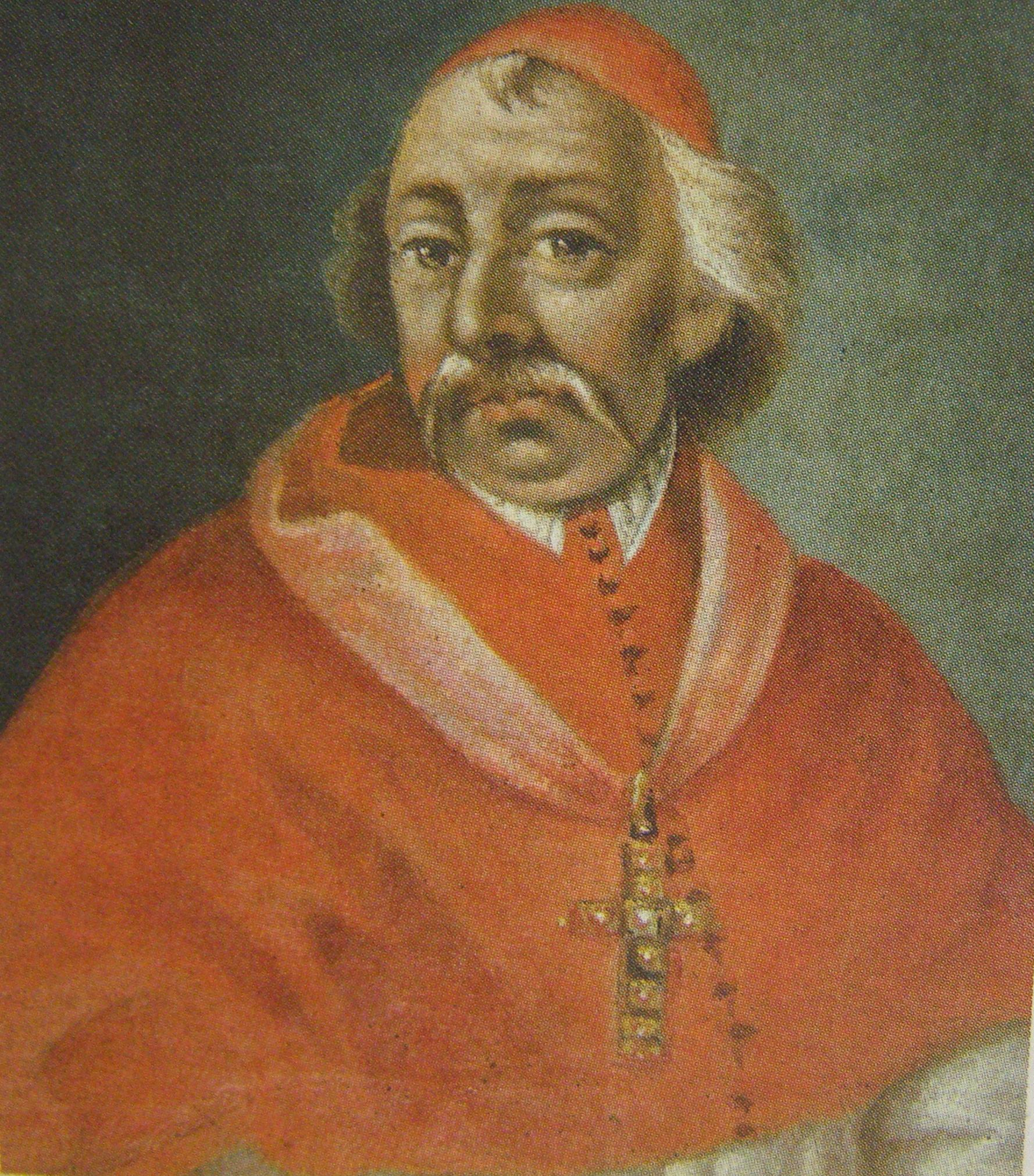
Cardenal Martinuzzi para la época de su muerte.

El monje, ganando buen tiempo, comenzó a negociar con los pachás que se habían organizado en los territorios del Sur del Reino de Hungría, por lo cual continuó levantando más sospechas aún ante Castaldo, que velaba solo por los intereses de Fernando I. Entonces, con aprobación del rey húngaro y emperador germánico Fernando de Habsburgo, Castaldo organizó el asesinato de Martinuzzi en el castillo de Alvinc, en Transilvania el 17 de diciembre de 1551. Para llevar a cabo el asesinato, contrató como sicario a Marco Aurelio Ferrari, el secretario del cardenal. De esta manera, Jorge fue asesinado en el bastión Oeste del castillo de Alvinc, en la capilla por los hombres pagados por Castaldo: Antonio Ferrari, Lorenzo Campeggi, Giovanni Munino, Sforza-Pallavicini y su gente, por dos disparos de arma de fuego, y 75 puñaladas. El monje tenía 69 años para el momento del asesinato.
Fue enterrado en la cripta de la catedral de San Miguel en Gyulafehérvár en febrero de 1552.
Fernando asumió la responsabilidad y envió al Papa un escrito de 87 puntos donde eximía de toda culpa a sí mismo y a su comandante Castaldo, mientras acusaba de Traición al monje. Puesto que Martinuzzi era un personaje del alto clero, surgió una situación muy tensa entre la corte de Viena y Roma, donde el Papa apenas dio credibilidad a las acusaciones de Fernando. El Papa Julio III interrogó en total 116 testigos y finalmente, luego de una gran renuencia, indultó al monarca el 14 de febrero de 1555.
Los demás asesinos corrieron con una suerte terrible, obviamente generada por este mismo crimen que cometieron: Sforza-Pallavicini fue capturado después por los turcos en la batalla de Palást, y fue llevado a latigazos a pie con un bastón hasta Estambul, donde pagaron 16.000 piezas de oro por su liberación. Marco Aurelio Ferrari, el secretario de Martinuzzi fue ahorcado en Italia por sus acciones. Scramuccia fue asesinado y mutilado por sus propios soldados. Giovanni Munion fue decapitado en el Piemonte.
Tras el asesinato de Martinuzzi la reina viuda Isabela Jagellón fue llamada de regreso a Transilvania en 1566, donde tomó el poder en nombre de su hijo Juan Segismundo de Zápolya de 16 años de edad.